# Здание железнодорожной станции Шувалово
Здание железнодорожной станции Шувалово — памятник архитектуры. Расположен в Выборгском районе Санкт-Петербурга, современный адрес — Староорловская улица, 2.

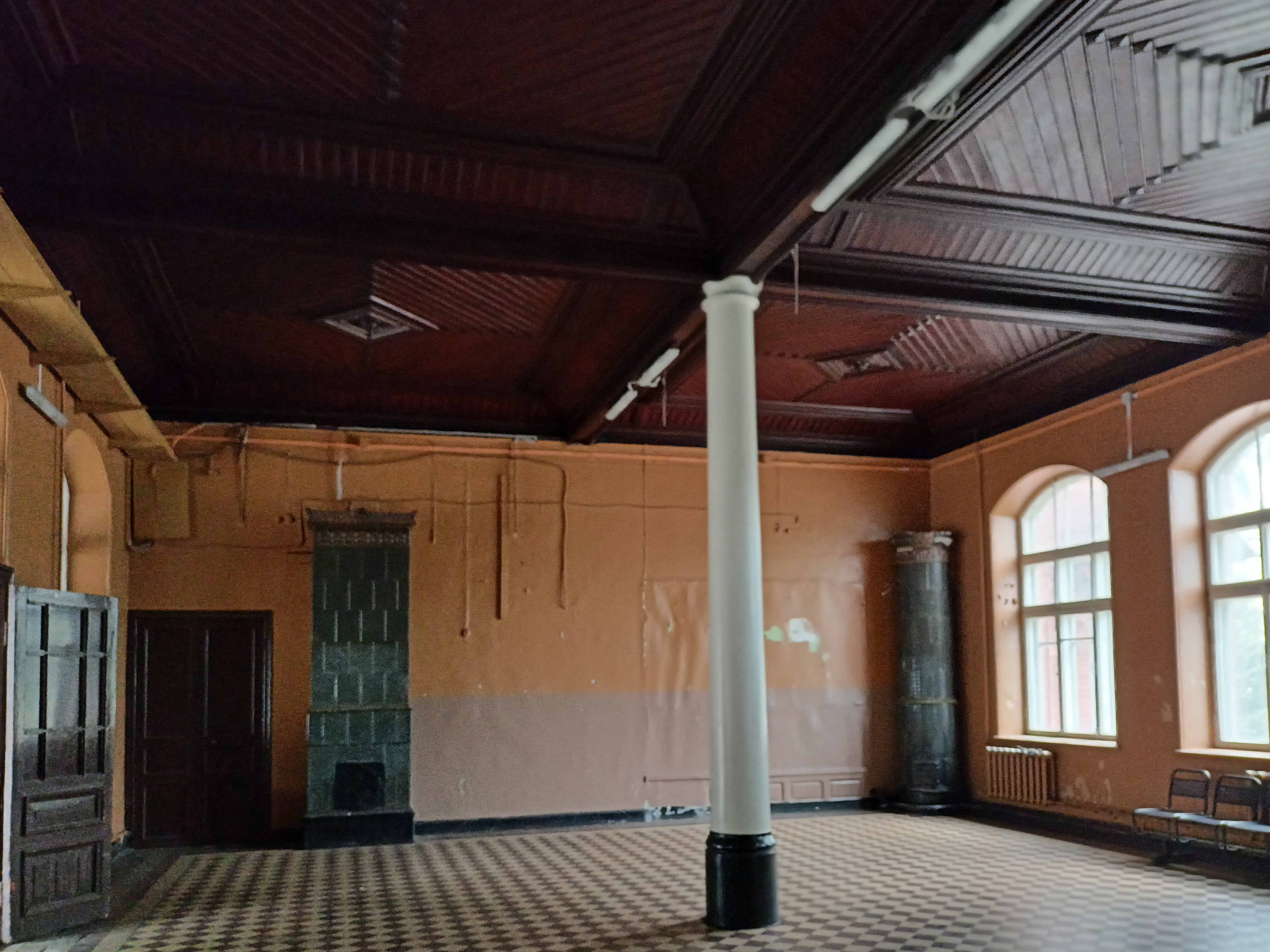
Интерьер зала

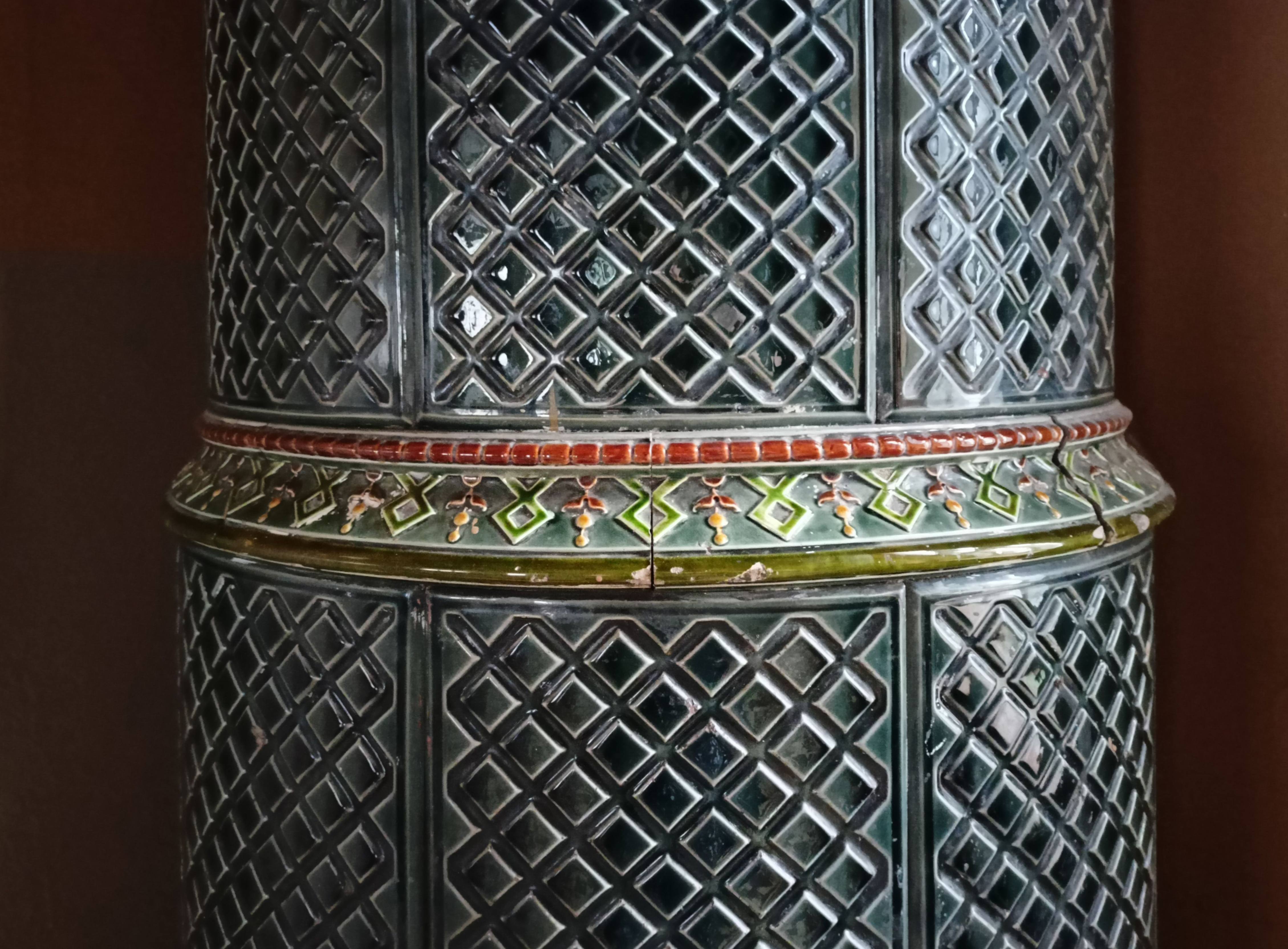
Изразцовая печь (фрагмент)

Изначально здания станций на железнодорожной линии Санкт-Петербург — Рийхимяки проектировал в 1868—1870 годах Вольмар Вестлинг; строения были деревянными, украшенными резьбой. В конце XIX века перестройкой станций в камне занимался Бруно Фердинанд Гранхольм, архитектор Главного управления железных дорог Финляндии.
Гранхольм построил ряд средних вокзалов островного типа, ядром плана которых служит проходной зал ожидания. Вокзал в Шувалово был первой из таких построек.
Двухэтажное симметричное здание с боковыми ризалитами, в плане имеющее форму двутавра, было возведено в 1898 году. Оно построено из неоштукатуренного красного кирпича, на фоне которого выделяются светлые тяги и зубчатые наличники. Кровля высокая, вальмовая, по бокам в ней прорезаны мансардные окна с щипцами. Карниз поддерживают мелкие фигурные кронштейны.
Планировалось отреставрировать здание к 2013 году.
Кроме здания самой станции, были построены служебный корпус и жилой дом. В 2016 году было обнаружено, что служебный корпус покрашен к корпоративные цвета РЖД (белый, красный и серый), что является нарушением, так как охраняются краснокирпичные здания. Соответствующий суд был проигран КГИОП, но краска всё же была счищена.